# (1181) Lilith
(1181) Lilith – planetoida z pasa głównego asteroid okrążająca Słońce w ciągu 4 lat i 131 dni w średniej odległości 2,67 au. Została odkryta 11 lutego 1927 roku w Algiers Observatory w Algierze przez Benjamina Jekhowsky'ego. Nazwa planetoidy pochodzi od Lili Boulanger (1893-1918), francuskiej kompozytorki. Przed nadaniem nazwy planetoida nosiła oznaczenie tymczasowe (1181) 1927 CQ.